# Robert Fealey Morneau
Robert Fealey Morneau (* 10. September 1938 in New London) ist ein US-amerikanischer römisch-katholischer Geistlicher und emeritierter Weihbischof in Green Bay. 

## Leben
Der Weihbischof in Green Bay, John Benjamin Grellinger, spendete ihm am 28. Mai 1966 die Priesterweihe.
Papst Johannes Paul II. ernannte ihn am 19. Dezember 1978 zum Weihbischof in Green Bay und Titularbischof von Massa Lubrense. Der Bischof von Green Bay, Aloysius John Wycislo, spendete ihm am 22. Februar des nächsten Jahres die Bischofsweihe; Mitkonsekratoren waren Mark Francis Schmitt, Bischof von Marquette, und John Benjamin Grellinger, emeritierter Weihbischof in Green Bay.
Am 7. Oktober 2013 nahm Papst Franziskus seinen altersbedingten Rücktritt an.